# Château de Pramenoux
Le château de Pramenoux est une ancienne maison forte, fondé au XIVe siècle, très remaniée aux XVIIe et XIXe siècles, qui se dresse sur la commune de Saint-Nizier-d'Azergues dans le département du Rhône en région Auvergne-Rhône-Alpes.

## Situation
Le château de Pramenoux est situé dans le département français du Rhône sur la commune de Saint-Nizier-d'Azergues, à 3,5 kilomètres au sud du bourg et à 1,5 kilomètre à l'ouest-sud-ouest de Lamure.

## Étymologie
Le nom de Pramenoux provient du latin pratum, le « pré », « prairie » ou « plaine » et menulti, qui désigne les céréales de qualité moindre ; millet, avoine, orge.

## Histoire
Selon certaines sources, le château recouvrirait une villa gallo-romaine. Toutefois, aucune découverte ni référence bibliographique ne confirme cette hypothèse. La première mention du lieu de Pramenoux date de 997 dans le cartulaire de l'abbaye de Savigny.
Le château appartient aux sires de Beaujeu qui le cèdent en 1375 aux Ronchivol, famille originaire du Forez. Beaujeu et sa baronnie échoient à Louis, dernier né de la maison du Forez. Jeanne de Bourbon, mère de Louis autorise Guillaume de Ronchivol à s'installer à Pramenoux. En 1440 et 1459, Étienne de « Rochivol » en fait hommage au sire de Beaujeu. Les successeurs de Ronchivol aménagent le château notamment les fourches patibulaires en 1510. La famille s'éteint en 1698.
Le château est actuellement une propriété privée dont une partie sert à l'organisation de séminaires, de mariages. Il accueille des chambres d'hôtes.